# Großer Preis von Deutschland 2019
Der Große Preis von Deutschland 2019 (offiziell Formula 1 Mercedes-Benz Grosser Preis von Deutschland 2019) fand am 28. Juli auf dem Hockenheimring Baden-Württemberg in Hockenheim statt und war das elfte Rennen der Formel-1-Weltmeisterschaft 2019. Es war der 78. Große Preis von Deutschland, davon der 64. im Rahmen der Formel-1-Weltmeisterschaft und das 37. Rennen der Formel-1-Weltmeisterschaft in Hockenheim. Das Rennen wurde bei einer offiziellen Abstimmung als das beste des Jahrzehnts gewählt.

## Bericht

### Hintergründe
Nach dem Großen Preis von Großbritannien führte Lewis Hamilton in der Fahrerwertung mit 39 Punkten vor Valtteri Bottas und mit 87 Punkten vor Max Verstappen. In der Konstrukteurswertung führte Mercedes mit 164 Punkten vor Ferrari und mit 216 Punkten vor Red Bull Racing.
Beim Großen Preis von Deutschland stellte Pirelli den Fahrern die Reifenmischungen P Zero Hard (weiß, Mischung C2), P Zero Medium (gelb, C3) und P Zero Soft (rot, C4) sowie für Nässe Cinturato Intermediates (grün) und Cinturato Full-Wets (blau) zur Verfügung.
Mit Hamilton (viermal) und Sebastian Vettel (einmal) traten zwei ehemalige Sieger zu diesem Grand Prix an. Hamilton gewann das Rennen dabei einmal, als es 2011 auf dem Nürburgring ausgetragen wurde, Vettel fuhr seinen bisher einzigen Sieg beim Großen Preis von Deutschland im Jahr 2013 ein, ebenfalls auf dem Nürburgring.
Rennkommissare waren Dennis Dean (USA), Achim Loth (DEU), Tim Mayer (USA) und Derek Warwick (GBR).

### Training
Im ersten freien Training erzielte Vettel in 1:14,013 Minuten die schnellste Rundenzeit vor Charles Leclerc und Hamilton.
Im zweiten freien Training fuhr Leclerc in 1:13,449 Minuten die Bestzeit vor Vettel und Hamilton. Das Training wurde nach einem Unfall von Pierre Gasly kurzzeitig unterbrochen. Nach dem zweiten freien Training gab die FIA bekannt, dass das Verlassen der Strecke in der Nordkurve und der Südkurve streng geahndet wurde: Im Training und Qualifying wurde die Rundenzeit annulliert, sollte ein Fahrzeug dort die weiße Linie am Streckenrand des Kurvenausgangs mit allen vier Reifen überqueren. Bei einem Verstoß im Rennen wurde eine Zeitstrafe ausgesprochen. In diesen beiden Kurven benutzten die Fahrer in der Vergangenheit die asphaltierte Auslaufzone mit, um die Kurven mit höherer Geschwindigkeit durchfahren zu können und mehr Schwung auf die folgenden Geraden mitzunehmen.
Im dritten freien Training war Leclerc mit einer Rundenzeit von 1:12,380 Minuten erneut Schnellster vor Verstappen und Vettel.

### Qualifying
Das Qualifying bestand aus drei Teilen mit einer Nettolaufzeit von 45 Minuten. Im ersten Qualifying-Segment (Q1) hatten die Fahrer 18 Minuten Zeit, um sich für das Rennen zu qualifizieren. Alle Fahrer, die im ersten Abschnitt eine Zeit erzielten, die maximal 107 Prozent der schnellsten Rundenzeit betrug, qualifizierten sich für den Grand Prix. Die besten 15 Fahrer erreichten den nächsten Teil. Leclerc war Schnellster. Vettel setzte wegen eines technischen Problems bei der Luftzufuhr des Turboladers keine Rundenzeit und qualifizierte sich nicht für den Grand Prix. Neben ihm schieden die Williams-Piloten, Alexander Albon und Lando Norris aus.
Der zweite Abschnitt (Q2) dauerte 15 Minuten. Die schnellsten zehn Piloten qualifizierten sich für den dritten Teil des Qualifyings und mussten mit den hier verwendeten Reifen das Rennen starten, alle übrigen Piloten hatten freie Reifenwahl für den Rennstart. Bottas, Hamilton und Leclerc qualifizierten sich auf der Medium-Mischung, alle anderen Fahrer auf der Soft-Mischung. Leclerc war erneut Schnellster. Lance Stroll, Daniil Kwjat, Daniel Ricciardo, Kevin Magnussen und Antonio Giovinazzi schieden aus.
Der finale Abschnitt (Q3) ging über eine Zeit von zwölf Minuten, in denen die ersten zehn Startpositionen vergeben wurden. Leclerc konnte wegen eines technischen Problems mit der Benzinzufuhr an seinem Fahrzeug an diesem Segment nicht teilnehmen und blieb ohne Zeit. Hamilton fuhr mit einer Rundenzeit von 1:11,767 Minuten die Bestzeit vor Verstappen und Bottas. Es war die 87. Pole-Position für Hamilton in der Formel-1-Weltmeisterschaft.
Norris wurde ans Ende des Feldes versetzt, da bei seinem Fahrzeug das jeweils dritte Exemplar von Energiespeicher, Kontrollelektronik und MGU-K in dieser Saison verwendet wurde. Maximal zwei dieser Komponenten waren pro Saison erlaubt. Vettel wurde der Start beim Rennen vom Ende des Feldes erlaubt, da er während des freien Trainings ausreichend schnelle Rundenzeiten gefahren war. Er erhielt zudem eine Rückversetzung um zehn Startplätze, da an seinem Fahrzeug die dritte Kontrollelektronik in dieser Saison verwendet wurde.

### Rennen
Aufgrund starken Regens wurden statt einer normalen Einführungsrunde vier Einführungsrunden hinter dem Safety-Car absolviert. Zeitweise war es auch nicht klar, ob ein normaler Start durchgeführt wird, oder ob das Rennen wegen zu hohem Sicherheitsrisiko hinter dem Safety-Car gestartet wird. Die Rennleitung entschied sich für einen normalen Start.
Beim Start blieb Hamilton in Führung vor Bottas, Verstappen startete schlecht und verlor mehrere Positionen, sodass Kimi Räikkönen Dritter war. Da Nico Hülkenberg durch ein Überholmanöver in der Innenseite der Spitzkehre Romain Grosjean zur Seite drängte, musste Carlos Sainz jr. neben die Strecke ausweichen, fuhr aber ohne Schaden auf die Strecke zurück. In der zweiten Runde schied Sergio Pérez aus, da er in Kurve acht von der Strecke abkam und mit der Streckenbegrenzung kollidierte. Die Rennleitung schickte zur Bergung des Fahrzeugs das Safety-Car auf die Strecke. Die Hälfte der Fahrer nutzten diese für einen Boxenstopp, um auf Intermediates zu wechseln. In der achten Runde konnten sich Hamilton, Bottas und Verstappen langsam von den restlichen Fahrern absetzen. Vettel hatte sich zu diesem Zeitpunkt bereits auf dem achten Platz verbessert. Daniel Ricciardo musste kurz darauf das Rennen mit Motorproblemen beenden. In der 17. Runde gab die Rennleitung erstmals DRS frei. Sainz jr. rutschte in Runde 21 neben die Strecke, kam aber noch kurz vor der Streckenbegrenzung zum Stehen und konnte das Rennen fortsetzen.
In Runde 24 wechselte Vettel als erster Fahrer von Intermediates auf Soft, da die Ideallinie immer trockener wurde. Zwei Runden später wechselte Verstappen auf Medium. Bereits in der folgenden Runde drehte er sich zwischen Kurve zwölf und Kurve 13 um 360 Grad. In Runde 27 schied Norris ebenfalls wegen Motorproblemen aus, weshalb das virtuelle Safety-Car aktiviert wurde. Hamilton und Leclerc wechselten ebenfalls von Intermediates auf Soft.
Als Hamilton die Boxengasse wieder verließ, kam Leclerc nach einem Fahrfehler in Kurve 13 von der Strecke ab, rutschte in die Auslaufzone und kollidierte dort mit der Streckenbegrenzung. Es gelang ihm nicht, sein Fahrzeug aus dem Kiesbett zu befreien. Die Rennleitung schickte erneut das Safety-Car auf die Strecke. Hamilton beging in Kurve 13 den gleichen Fehler wie Leclerc und kollidierte nur wenige Meter entfernt von Leclercs Auto ebenfalls mit der Streckenbegrenzung. Er beschädigte sich dabei den Frontflügel und fuhr sofort wieder in die Boxengasse. Da er den dort stehenden Leitkegel auf der falschen Seite passierte, erhielt er nachträglich eine Zeitstrafe von fünf Sekunden. Da seine Mechaniker nicht auf diesen Boxenstopp vorbereitet waren, dauerte der Boxenstopp rund 50 Sekunden. Hamilton fiel so drei Plätze zurück.
Das Rennen wurde in Runde 33 wieder freigegeben. In Runde 44 kam auch Hülkenberg in Kurve 13 von der Strecke ab und kollidierte mit der Streckenbegrenzung, auch er schied aus. In Runde 47 entschieden sieben der verbliebenen 15 Fahrer, erneut auf Trockenreifen zu wechseln, eine Runde später wechselten weitere fünf Fahrer. In Runde 53 kam Lewis Hamilton in Kurve eins erneut von der Strecke ab und drehte sich um 360 Grad, konnte aber weiterfahren. Vier Runden später verunfallte Bottas an derselben Stelle und kollidierte mit der Streckenbegrenzung. Das Safety-Car wurde erneut auf die Strecke geschickt. Nach der erneuten Freigabe des Rennens überholte Vettel Stroll und war nun Dritter. Gasly schied nach einer Kollision mit Albon aus. In der vorletzten Runde des Rennens überholte Vettel auch noch Kwjat.
Verstappen gewann das Rennen vor Vettel und Kwjat. Es war der siebte Sieg für Verstappen in der Formel-1-Weltmeisterschaft. Für Kwjat war es die erste Podestplatzierung seit dem Großen Preis von China 2016 und für die Scuderia Toro Rosso die erste Podestplatzierung seit dem Großen Preis von Italien 2008. Die restlichen Punkteplatzierungen belegten zunächst Stroll, Sainz jr., Albon, Räikkönen, Giovinazzi, Romain Grosjean und Magnussen. Da Verstappen die schnellste Rennrunde erzielt hatte, erhielt er einen zusätzlichen Punkt.
Bei der technischen Untersuchung der Fahrzeuge nach dem Rennen stellte sich heraus, dass die Kupplungen bei beiden Alfa-Romeo-Fahrzeugen nicht dem Reglement entsprachen. Räikkönen und Giovinazzi wurden wegen Verstoßes gegen Artikel 27.1 des sportlichen Reglements nachträglich mit einer Zehn-Sekunden-Stop-and-Go-Strafe belegt, die in eine Zeitstrafe von 30 Sekunden umgewandelt wurde, und fielen dadurch aus den Punkterängen heraus. Die Plätze sieben bis zehn belegten somit Grosjean, Magnussen, Hamilton und Robert Kubica. Es war der erste Punkt für das Williams-Team in dieser Saison und der erste für Kubica seit dem Großen Preis von Abu Dhabi 2010 und zugleich der letzte in seiner Formel-1-Karriere.
In der Fahrer- und Konstrukteurswertung blieben die ersten drei Plätze unverändert.

## Meldeliste
| Team                             | Nr. | Fahrer             | Chassis                       | Motor                         | Reifen |
| -------------------------------- | --- | ------------------ | ----------------------------- | ----------------------------- | ------ |
| Mercedes-AMG Petronas Motorsport | 44  | Lewis Hamilton     | Mercedes-AMG F1 W10 EQ Power+ | Mercedes-AMG F1 M10 EQ Power+ | P      |
| Mercedes-AMG Petronas Motorsport | 77  | Valtteri Bottas    | Mercedes-AMG F1 W10 EQ Power+ | Mercedes-AMG F1 M10 EQ Power+ | P      |
| Scuderia Ferrari                 | 05  | Sebastian Vettel   | Ferrari SF90                  | Ferrari 064                   | P      |
| Scuderia Ferrari                 | 16  | Charles Leclerc    | Ferrari SF90                  | Ferrari 064                   | P      |
| Aston Martin Red Bull Racing     | 33  | Max Verstappen     | Red Bull Racing RB15          | Honda RA619H                  | P      |
| Aston Martin Red Bull Racing     | 10  | Pierre Gasly       | Red Bull Racing RB15          | Honda RA619H                  | P      |
| Renault F1 Team                  | 03  | Daniel Ricciardo   | Renault R.S.19                | Renault E-Tech 19             | P      |
| Renault F1 Team                  | 27  | Nico Hülkenberg    | Renault R.S.19                | Renault E-Tech 19             | P      |
| Rich Energy Haas F1 Team         | 08  | Romain Grosjean    | Haas VF-19                    | Ferrari 064                   | P      |
| Rich Energy Haas F1 Team         | 20  | Kevin Magnussen    | Haas VF-19                    | Ferrari 064                   | P      |
| McLaren F1 Team                  | 55  | Carlos Sainz jr.   | McLaren MCL34                 | Renault E-Tech 19             | P      |
| McLaren F1 Team                  | 04  | Lando Norris       | McLaren MCL34                 | Renault E-Tech 19             | P      |
| SportPesa Racing Point F1 Team   | 11  | Sergio Pérez       | Racing Point RP19             | BWT Mercedes                  | P      |
| SportPesa Racing Point F1 Team   | 18  | Lance Stroll       | Racing Point RP19             | BWT Mercedes                  | P      |
| Alfa Romeo Racing                | 07  | Kimi Räikkönen     | Alfa Romeo Racing C38         | Ferrari 064                   | P      |
| Alfa Romeo Racing                | 99  | Antonio Giovinazzi | Alfa Romeo Racing C38         | Ferrari 064                   | P      |
| Red Bull Toro Rosso Honda        | 26  | Daniil Kwjat       | Scuderia Toro Rosso STR14     | Honda RA619H                  | P      |
| Red Bull Toro Rosso Honda        | 23  | Alexander Albon    | Scuderia Toro Rosso STR14     | Honda RA619H                  | P      |
| ROKiT Williams Racing            | 63  | George Russell     | Williams FW42                 | Mercedes-AMG F1 M10 EQ Power+ | P      |
| ROKiT Williams Racing            | 88  | Robert Kubica      | Williams FW42                 | Mercedes-AMG F1 M10 EQ Power+ | P      |

## Klassifikationen

### Qualifying
| Pos.                                                                      | Fahrer             | Konstrukteur              | Q1         | Q2       | Q3         | Start |
| ------------------------------------------------------------------------- | ------------------ | ------------------------- | ---------- | -------- | ---------- | ----- |
| 01                                                                        | Lewis Hamilton     | Mercedes                  | 1:12,852   | 1:12,149 | 1:11,767   | 01    |
| 02                                                                        | Max Verstappen     | Red Bull Racing-Honda     | 1:12,593   | 1:12,427 | 1:12,113   | 02    |
| 03                                                                        | Valtteri Bottas    | Mercedes                  | 1:13,075   | 1:12,487 | 1:12,129   | 03    |
| 04                                                                        | Pierre Gasly       | Red Bull Racing-Honda     | 1:12,991   | 1:12,385 | 1:12,522   | 04    |
| 05                                                                        | Kimi Räikkönen     | Alfa Romeo Racing-Ferrari | 1:13,066   | 1:12,519 | 1:12,538   | 05    |
| 06                                                                        | Romain Grosjean    | Haas-Ferrari              | 1:13,146   | 1:12,769 | 1:12,851   | 06    |
| 07                                                                        | Carlos Sainz jr.   | McLaren-Renault           | 1:13,221   | 1:12,632 | 1:12,897   | 07    |
| 08                                                                        | Sergio Pérez       | Racing Point-BWT Mercedes | 1:13,194   | 1:12,776 | 1:13,065   | 08    |
| 09                                                                        | Nico Hülkenberg    | Renault                   | 1:13,186   | 1:12,766 | 1:13,126   | 09    |
| 10                                                                        | Charles Leclerc    | Ferrari                   | 1:12,229   | 1:12,344 | keine Zeit | 10    |
| 11                                                                        | Antonio Giovinazzi | Alfa Romeo Racing-Ferrari | 1:13,170   | 1:12,786 | –          | 11    |
| 12                                                                        | Kevin Magnussen    | Haas-Ferrari              | 1:13,103   | 1:12,789 | –          | 12    |
| 13                                                                        | Daniel Ricciardo   | Renault                   | 1:13,131   | 1:12,799 | –          | 13    |
| 14                                                                        | Daniil Kwjat       | Scuderia Toro Rosso-Honda | 1:13,278   | 1:13,135 | –          | 14    |
| 15                                                                        | Lance Stroll       | Racing Point-BWT Mercedes | 1:13,256   | 1:13,450 | –          | 15    |
| 16                                                                        | Lando Norris       | McLaren-Renault           | 1:13,333   | –        | –          | 19    |
| 17                                                                        | Alexander Albon    | Scuderia Toro Rosso-Honda | 1:13,461   | –        | –          | 16    |
| 18                                                                        | George Russell     | Williams-Mercedes         | 1:14,721   | –        | –          | 17    |
| 19                                                                        | Robert Kubica      | Williams-Mercedes         | 1:14,839   | –        | –          | 18    |
| 107-Prozent-Zeit: 1:17,285 min (bezogen auf Q1-Bestzeit von 1:12,229 min) |                    |                           |            |          |            |       |
| DNQ                                                                       | Sebastian Vettel   | Ferrari                   | keine Zeit | –        | –          | 20    |

Anmerkungen
1. ↑  Norris wurde ans Ende des Feldes versetzt, da bei seinem Fahrzeug das jeweils dritte Exemplar von Energiespeicher, Kontrollelektronik und MGU-K in dieser Saison verwendet wurde.
2. ↑  Obwohl er sich nicht qualifiziert hatte, erhielt Vettel die Erlaubnis zu starten, da er im freien Training ausreichend schnell gewesen war.
3. ↑  Vettel erhielt eine Rückversetzung um zehn Startplätze, da an seinem Fahrzeug die dritte Kontrollelektronik in dieser Saison verwendet wurde.

### Rennen
| Pos. | Fahrer             | Konstrukteur              | Runden | Stopps | Zeit        | Start | Schnellste Runde |
| ---- | ------------------ | ------------------------- | ------ | ------ | ----------- | ----- | ---------------- |
| 01   | Max Verstappen     | Red Bull Racing-Honda     | 64     | 5      | 1:44:31,275 | 02    | 1:16,645 (61.)   |
| 02   | Sebastian Vettel   | Ferrari                   | 64     | 5      | + 7,333     | 20    | 1:16,794 (63.)   |
| 03   | Daniil Kwjat       | Scuderia Toro Rosso-Honda | 64     | 4      | + 8,305     | 14    | 1:17,708 (61.)   |
| 04   | Lance Stroll       | Racing Point-BWT Mercedes | 64     | 5      | + 8,966     | 15    | 1:17,831 (61.)   |
| 05   | Carlos Sainz jr.   | McLaren-Renault           | 64     | 3      | + 9,583     | 07    | 1:17,841 (63.)   |
| 06   | Alexander Albon    | Scuderia Toro Rosso-Honda | 64     | 4      | + 10,052    | 16    | 1:17,850 (63.)   |
| 07   | Romain Grosjean    | Haas-Ferrari              | 64     | 5      | + 16,838    | 06    | 1:18,811 (64.)   |
| 08   | Kevin Magnussen    | Haas-Ferrari              | 64     | 6      | + 18,765    | 12    | 1:19,062 (63.)   |
| 09   | Lewis Hamilton     | Mercedes                  | 64     | 6      | + 19,667    | 01    | 1:17,485 (60.)   |
| 10   | Robert Kubica      | Williams-Mercedes         | 64     | 5      | + 24,987    | 18    | 1:19,563 (60.)   |
| 11   | George Russell     | Williams-Mercedes         | 64     | 5      | + 26,404    | 17    | 1:19,300 (60.)   |
| 12   | Kimi Räikkönen     | Alfa Romeo Racing-Ferrari | 64     | 4      | + 42,214    | 05    | 1:17,746 (55.)   |
| 13   | Antonio Giovinazzi | Alfa Romeo Racing-Ferrari | 64     | 4      | + 43,849    | 11    | 1:17,507 (62.)   |
| 14   | Pierre Gasly       | Red Bull Racing-Honda     | 61     | 4      | DNF         | 04    | 1:17,495 (56.)   |
| –    | Valtteri Bottas    | Mercedes                  | 56     | 4      | DNF         | 03    | 1:18,272 (54.)   |
| –    | Nico Hülkenberg    | Renault                   | 39     | 3      | DNF         | 09    | 1:29,576 (18.)   |
| –    | Charles Leclerc    | Ferrari                   | 27     | 3      | DNF         | 10    | 1:27,697 (17.)   |
| –    | Lando Norris       | McLaren-Renault           | 25     | 2      | DNF         | 19    | 1:31,081 (16.)   |
| –    | Daniel Ricciardo   | Renault                   | 13     | 1      | DNF         | 13    | 1:32,654 (10.)   |
| –    | Sergio Pérez       | Racing Point-BWT Mercedes | 1      | 0      | DNF         | 08    | –                |

Anmerkungen
1. ↑  Räikkönen erhielt nachträglich eine Zehn-Sekunden-Stop-and-Go-Strafe, die in eine Zeitstrafe von 30 Sekunden umgewandelt wurde, da die Kupplung an seinem Fahrzeug nicht regelkonform war.
2. ↑  Giovinazzi erhielt nachträglich eine Zehn-Sekunden-Stop-and-Go-Strafe, die in eine Zeitstrafe von 30 Sekunden umgewandelt wurde, da die Kupplung an seinem Fahrzeug nicht regelkonform war.

## WM-Stände nach dem Rennen
Die ersten zehn des Rennens bekamen 25, 18, 15, 12, 10, 8, 6, 4, 2 bzw. 1 Punkt(e). Zusätzlich gab es einen Punkt für die schnellste Rennrunde, da der Fahrer unter den ersten zehn landete.

### Fahrerwertung
| Pos. | Fahrer           | Konstrukteur              | Punkte |
| ---- | ---------------- | ------------------------- | ------ |
| 01   | Lewis Hamilton   | Mercedes                  | 225    |
| 02   | Valtteri Bottas  | Mercedes                  | 184    |
| 03   | Max Verstappen   | Red Bull Racing-Honda     | 162    |
| 04   | Sebastian Vettel | Ferrari                   | 141    |
| 05   | Charles Leclerc  | Ferrari                   | 120    |
| 06   | Pierre Gasly     | Red Bull Racing-Honda     | 55     |
| 07   | Carlos Sainz jr. | McLaren-Renault           | 48     |
| 08   | Daniil Kwjat     | Scuderia Toro Rosso-Honda | 27     |
| 09   | Kimi Räikkönen   | Alfa Romeo Racing-Ferrari | 25     |
| 10   | Lando Norris     | McLaren-Renault           | 22     |

| Pos. | Fahrer             | Konstrukteur              | Punkte |
| ---- | ------------------ | ------------------------- | ------ |
| 11   | Daniel Ricciardo   | Renault                   | 22     |
| 12   | Lance Stroll       | Racing Point-BWT Mercedes | 18     |
| 13   | Kevin Magnussen    | Haas-Ferrari              | 18     |
| 14   | Nico Hülkenberg    | Renault                   | 17     |
| 15   | Alexander Albon    | Scuderia Toro Rosso-Honda | 15     |
| 16   | Sergio Pérez       | Racing Point-BWT Mercedes | 13     |
| 17   | Romain Grosjean    | Haas-Ferrari              | 8      |
| 18   | Antonio Giovinazzi | Alfa Romeo Racing-Ferrari | 1      |
| 19   | Robert Kubica      | Williams-Mercedes         | 1      |
| 20   | George Russell     | Williams-Mercedes         | 0      |

### Konstrukteurswertung
| Pos. | Konstrukteur              | Punkte |
| ---- | ------------------------- | ------ |
| 1    | Mercedes                  | 409    |
| 2    | Ferrari                   | 261    |
| 3    | Red Bull Racing-Honda     | 217    |
| 4    | McLaren-Renault           | 70     |
| 5    | Scuderia Toro Rosso-Honda | 42     |

| Pos. | Konstrukteur              | Punkte |
| ---- | ------------------------- | ------ |
| 06   | Renault                   | 39     |
| 07   | Racing Point-BWT Mercedes | 31     |
| 08   | Haas-Ferrari              | 26     |
| 09   | Alfa Romeo Racing-Ferrari | 26     |
| 10   | Williams-Mercedes         | 1      |